# Csepregi kistérség

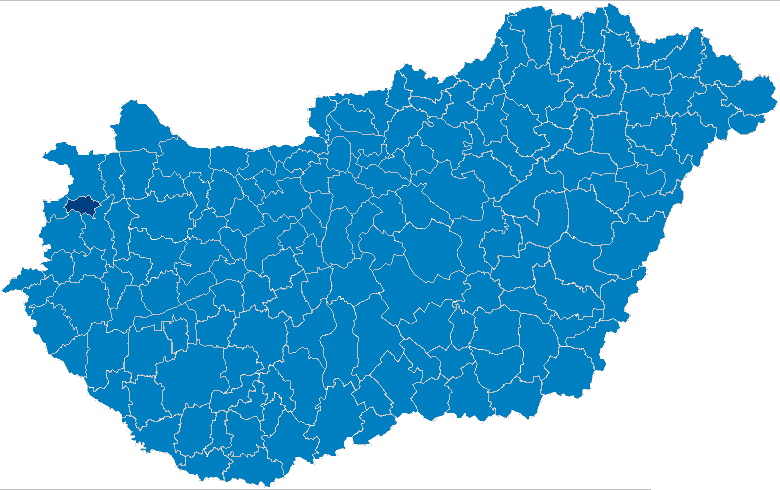
A Csepregi kistérség

A Csepregi kistérség egy kistérség volt Vas megyében, központja Csepreg volt. 2014-ben az összes többi kistérséggel együtt megszűnt.
Két város volt a területén: Csepreg és Bük. 3 általános iskola működött benne: Csepregen, Bükön, Bőn. Gyógyszertárai: Csepreg, Bük, Sajtoskál.

## Települései
| Bő               | Bük       | Chernelházadamonya | Csepreg     | Gór         |
| Iklanberény      | Lócs      | Mesterháza         | Nagygeresd  | Nemesládony |
| Répceszentgyörgy | Sajtoskál | Simaság            | Tompaládony | Tormásliget |
| Tömörd           |           |                    |             |             |

## Fekvése
Kőszeghegyaljai és Répce menti kistérség.

## Története
2007-ben Hegyfalu innen átkerült a Sárvári kistérségbe.

## Nevezetességei
Csepreg
- Római katolikus templom(gótikus)
- Helytörténeti kiállítás
- Schöller-kastély
- Rottermann-kastély
- Szent Katalin templom és zárdaépület
- Boldogasszony-kápolna
- Szentkúti kápolna

Bük
- Büki Gyógyfürdő
- Szapáry-kastély
- Római katolikus templom